# Rácz Miklós (földbirtokos)
Rácz Miklós (Karcag, 1841. augusztus 23. – Kunhegyes, 1901. december 7.) földbirtokos, nemes.

## Élete
Rácz Demeter és Eötvös Mária fia. A gimnáziumot 1861-ben Nagykőrösön, a jogot 1864-ben Pesten végezte. 1867-ben Kunhegyes választotta meg jegyzőjének; ezt az állást 17 évig töltötte be; 1884-ben takarékpénztári igazgató lett, újabb tisztét 13 évig viselte, amikor nyugalomba vonult és idejét gazdálkodásnak szentelte.
Költeményei jelentek meg: a Hindy Árpád által szerkesztett Ibolyák című költeményfüzérben (Pest, 1859. 19 költemény), a Napkelet, Nefelejts, Balatonfüredi Napló, Családi Kör, Hölgyfutár, (1863-1864) c. lapokban és a Protestáns Naptárban; cikke a Képes Ujságban (1860. 8. sz. Csokonai V. Mihály életéből).

## Munkája
- Rácz Miklós költeményei. Karczag, ... (Dalmady Győzőnek ajánlva.).

Szerkesztette a Széchenyi-Emlékkönyvet, a nagy-kőrösi önképző-társulat megbízásából; a tiszta jövedelem a Széchenyi-szoborra szenteltetik. (Kecskemét, 1861.) Veress Károllyal együtt.